# Kasagh, Kotayk
Kasakh là một đô thị thuộc tỉnh Kotayk, Armenia. Dân số ước tính năm 2011 là 5582 người.